# Vestattika
Vestattika (græsk: Δυτική Αττική) er en af Grækenlands regionale enheder. Den er en del af periferien Attica. Den regionale enhed dækker den vestlige del af byområdet Athen og området mod vest.

## Administration
Den regionale enhed Vestattica er opdelt i 5 kommuner. Disse er (nummeret refererer til kortet i infoboksen):
- Aspropyrgos (2)
- Eleusis (1)
- Fyli (5)
- Mandra-Eidyllia (3)
- Megara (4)

Ved parlamentsvalg hører Vestattica til Attica .

### Præfektur
Som en del af Kallikratis regeringens reform i 2011, blev den regionale enhed Vestattica skabt ud af det tidligere præfektur Vestattica (græsk: νομαρχία Δυτικής Αττικής). Præfekturet havde samme areal som den nuværende regionale enhed. Samtidig blev kommunerne reorganiseret i henhold til nedenstående tabel.
| Ny kommune      | Gamle kommuner | Sæde        |
| --------------- | -------------- | ----------- |
| Aspropyrgos     | Aspropyrgos    | Aspropyrgos |
| Eleusis         | Eleusis        | Eleusis     |
| Eleusis         | Magoula        | Eleusis     |
| Fyli            | Fyli           | Ano Liosia  |
| Fyli            | Ano Liosia     | Ano Liosia  |
| Fyli            | Zefyri         | Ano Liosia  |
| Mandra-Eidyllia | Mandra         | Mandra      |
| Mandra-Eidyllia | Erythres       | Mandra      |
| Mandra-Eidyllia | Oinoi          | Mandra      |
| Mandra-Eidyllia | Vilia          | Mandra      |
| Megara          | Megara         | Megara      |
| Megara          | Nea Peramos    | Megara      |

### Provinser
Der var to provinser i præfekturet Vestattica: Megarida og provinsen Attica (hvoraf det meste var en del af Østattica ). De blev nedlagt i 2006.